# マーンドゥー

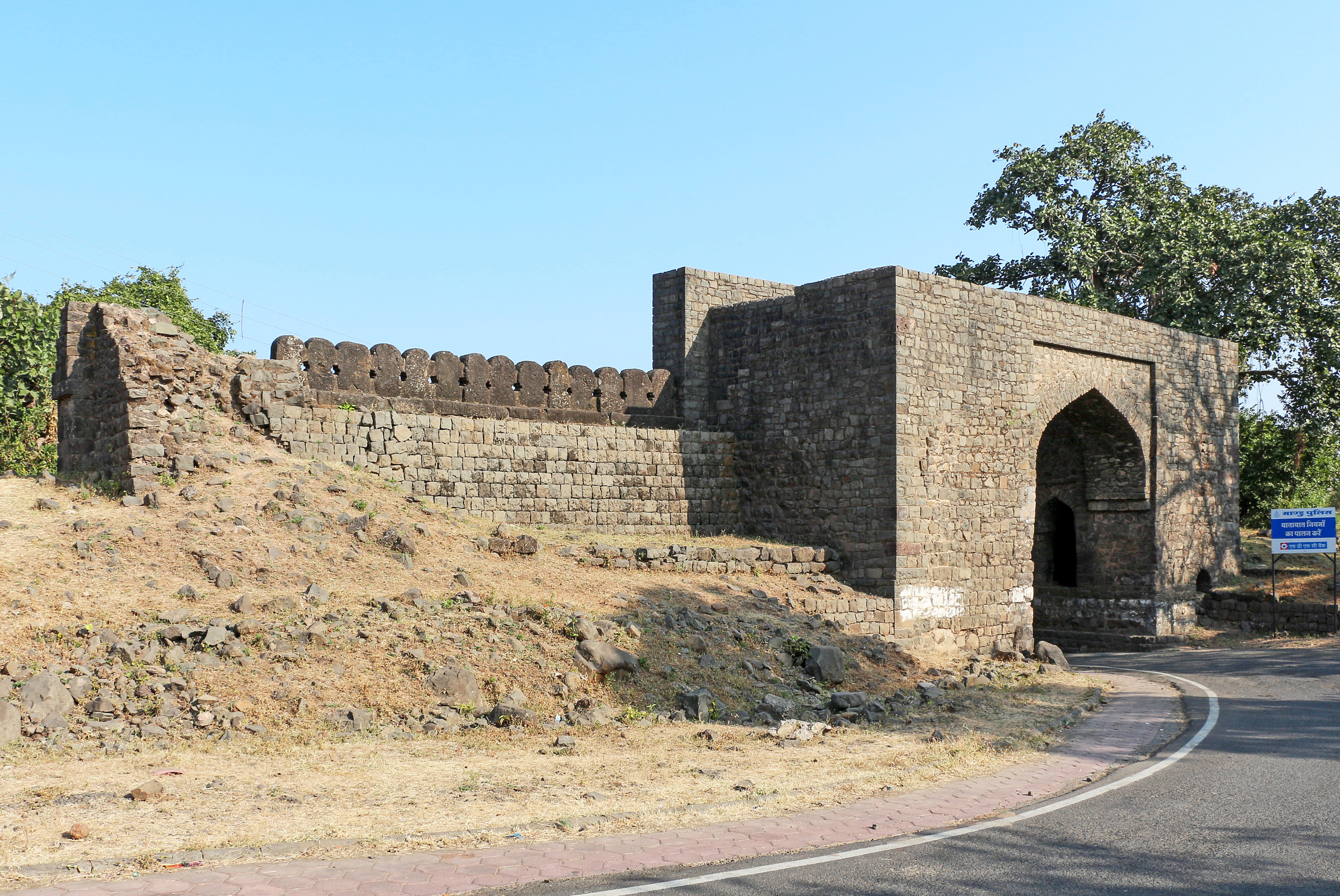
マーンドゥー

マーンドゥー（ヒンディー語：माण्डू, 英語：Mandu）は、インドのマディヤ・プラデーシュ州、ダール県の都市。マールワー・スルターン朝の首都でもあった。

## 歴史

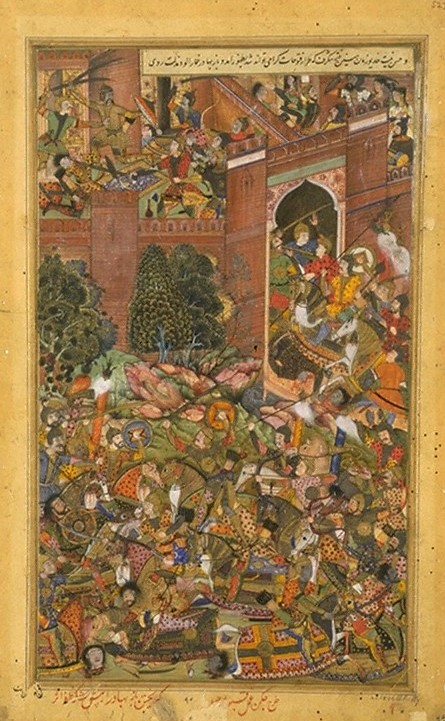
マーンドゥーに入城するムガル帝国軍（アクバル・ナーマ）

1401年にティムールがデリーを占領したのち、マールワー総督のディラーワル・ハーン・ゴールは中央から独立しようとし、1407年に独立に成功した。マーンドゥーはマールワー・スルターン朝の首都となり、巨大な城塞も建設された。
1531年3月28日、グジャラート・スルターン朝の君主バハードゥル・シャーはマーンドゥーを落とし、マールワー・スルターン朝を滅亡させた。
その後、スール朝の支配を経て、バーズ・バハードゥルがマーンドゥーを拠点にマールワー・スルターン朝を事実上再興したが、1561年にムガル帝国の軍勢に前にその支配を失った。
1732年、マーンドゥーはマラーター王国宰相バージー・ラーオによって征服された。